# Dacnusa groenlandica
Dacnusa groenlandica är en stekelart som beskrevs av Van Achterberg 2006. Dacnusa groenlandica ingår i släktet Dacnusa och familjen bracksteklar. Inga underarter finns listade i Catalogue of Life.